# Birdsong
Birdsong är en engelsk TV-miniserie i två delar från 2012 efter Sebastian Faulks roman Fågelsång (Birdsong) från 1993. Serien är regisserad av Philip Martin och för manuset står Abi Morgan.
I de ledande rollerna märks Eddie Redmayne som Stephen Wraysford, Clémence Poésy som Isabelle och Matthew Goode som kapten Gray.
Serien hade svensk premiär den 13 maj 2012 och engelsk premiär i januari samma år.

## Handling
Stephen åker sommaren 1910 från London till Amiens i norra Frankrike för att träffa familjen Azaire och arbeta i textilfabriken som herr Azaire innehar. Stephen blir hopplöst förälskad i Isabelle, överhuvudets fru. Sex år senare, under första världskriget, befinner sig Stephen i ett skyttegravsläger i Béthune, 10 mil norr om Amiens, och får ständiga återblickar på tiden och upplevelserna med Isabelle.

## Rollista
- Eddie Redmayne – Stephen Wraysford
- Matthew Goode – kapten Gray
- Clémence Poésy – Isabelle Azaire
- Richard Madden – Weir
- Clara Grebot – Lisette
- Anthony Andrews – överste Barclay
- Marie-Josée Croze – Jeanne Fourmentier
- Joseph Mawle – Jack Firebrace
- Thomas Turgoose – Tipper
- George MacKay – menig Douglas
- Rory Keenan – Brennan
- Daniel Cerqueira – Shaw
- Laurent Lafitte – René Azaire
- Sean McKenzie – Turner
- Matthew Aubrey – Byrne
- Abraham Belaga – Lebrun
- Océane Bersegeay-Holliday – Françoise